# Christian Ehregott Weinlig

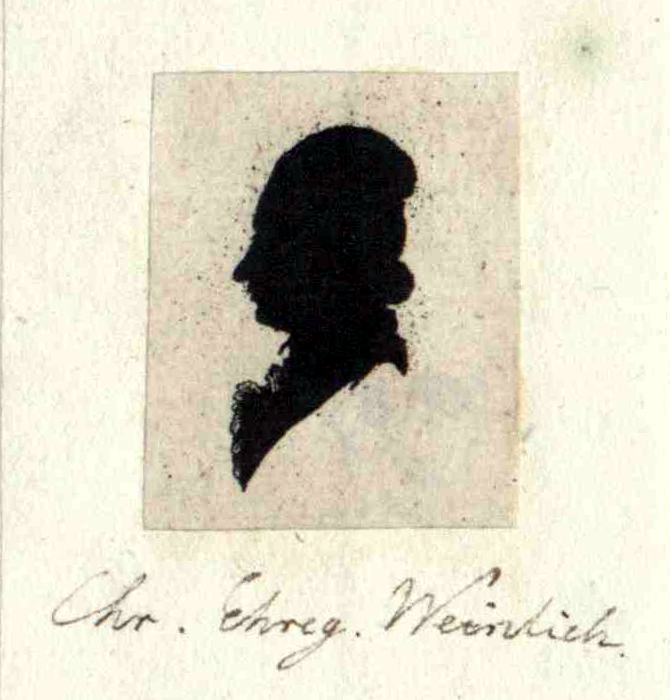
Silhouette di Weinlig

Christian Ehregott Weinlig (Dresda, 30 settembre 1743 – Dresda, 14 marzo 1813) è stato un compositore e direttore di coro tedesco.

## Biografia

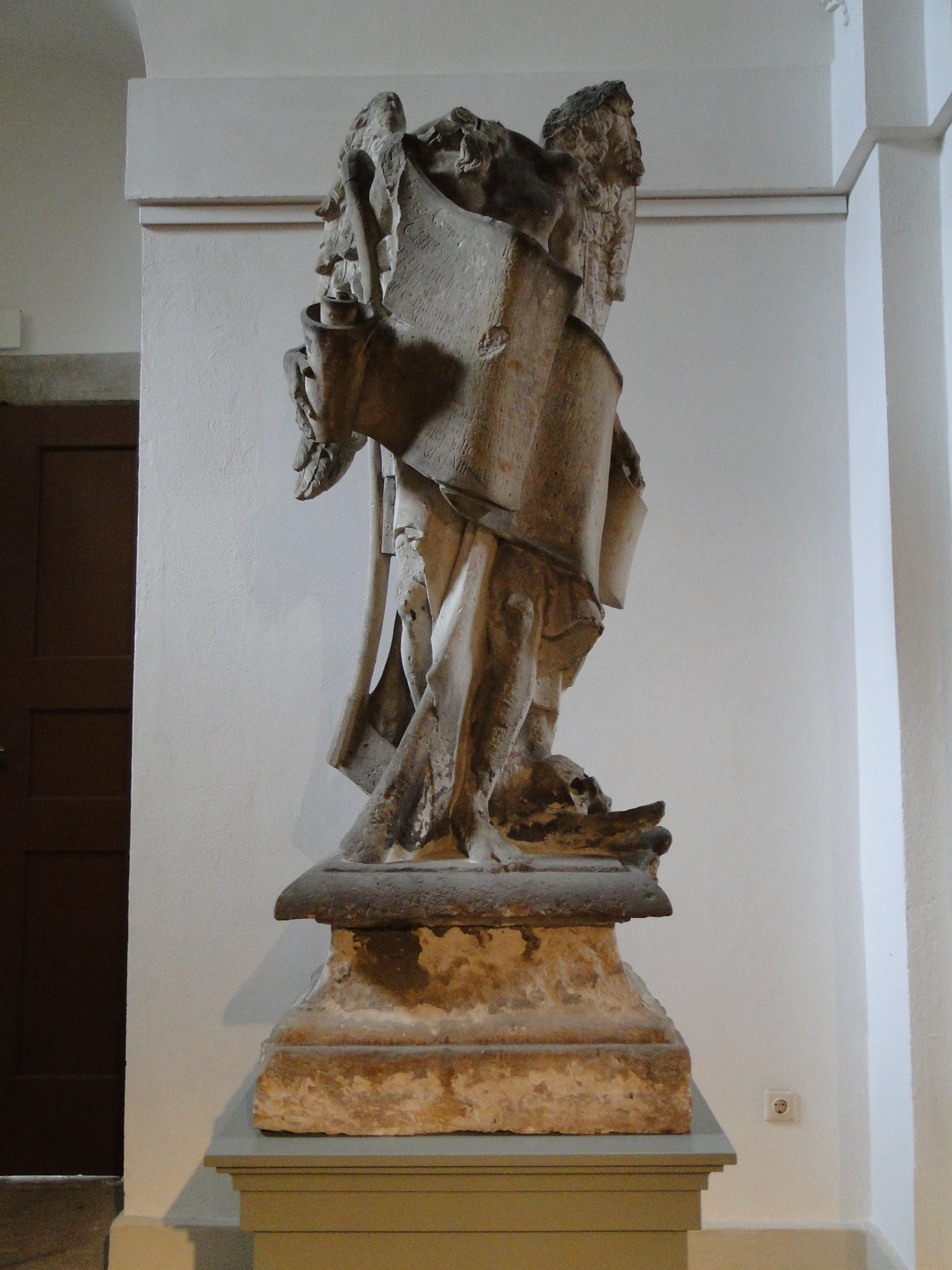
Tomba della famiglia Weinlig, 2014, nel palazzo del Grande Giardino

Era figlio di un impiegato della città di Dresda, e dal 1744 sindaco di Dresda, Christian Weinlig (1681–1762). Suo fratello Christian Traugott Weinlig, era nato nel 1739. Christian ricevette la sua formazione musicale come studente esterno alla Kreuzschule e imparò il basso e la composizione da Gottfried August Homilius. A quel tempo stava già scrivendo cantate che Homilius aveva eseguito. Su richiesta di suo padre, iniziò a studiare teologia all'Università di Lipsia nel 1765. Durante i suoi studi, compose, tra le altre cose, balletti con parti vocali per la Compagnia teatrale Koch, che vennero accolti positivamente. Fu quindi assunto dal magistrato, dal 1767 al 1773, come organista della Chiesa riformata di Lipsia. Fu poi organista a Thorn fino al 1780. Tra le altre cose, compose cantate e sonate per pianoforte e un oratorio sulla Passione, che venne stampato. L'oratorio venne eseguito a Danzica e Dresda, tra le altre città.
Dal 1780 fu compositore dell'Opera di corte di Dresda e fino al 1785 organista della Frauenkirche di Dresda, ma continuò a dedicarsi alla composizione. Quando il suo insegnante Homilius ebbe un ictus, nel 1784, suggerì Weinlig come suo sostituto come Kreuzkantor. Weinlig superò l'esame di cantore, presieduto da Johann Gottlieb Naumann, e divenne supplente di Homilius nel 1784.  Quando quest'ultimo morì, l'anno successivo, Weinlig fu nominato cantore della Kreuzkirche e della Kreuzschule. La sua passione Der Christ am Grabe Jesu, scritta da Traugott Benjamin Berger (1754–1810), composta per il Venerdì santo nel 1786, fu particolarmente apprezzata dai contemporanei. Grazie alla sua stretta collaborazione con i cantanti dell'Opera di Dresda, il lavoro si allontanò gradualmente dal serio stile ecclesiastico. Nel periodo nel quale fu cantore di Weinlig, avvenne l'inaugurazione della nuova Kreuzkirche, nel novembre 1792, per la quale fu eseguita la sua cantata Ehrfurchtsvoll, o Gott, betreten wir, nell'esecuzione della quale si dice che fossero stati coinvolti 120 cantanti.
Dal 1793, sempre più malato, Weinlig dovette consegnare la direzione dei Passion Oratorios a suo nipote Christian Theodor Weinlig nel 1809. Weinlig morì a Dresda nel 1813 e fu sepolto nella cripta della famiglia Weinlig nel cimitero di Elias. “Un Saturno con uno stendardo in latino" è sopravvissuto alla tomba, che è conservata nel palazzo del Grande Giardino.
Weinlig scrisse opere, oratori, cantate (Augusta), canzoni, brani per pianoforte e sonate in uno stile delicato. Tra i suoi allievi vi furono Gottlob Benedict Bierey, Friedrich August Kanne e Gottlob August Krille. Krille succedette a Weinlig come nuovo Kreuzkantor, ma morì dopo solo due mesi dall'incarico. Il suo successore fu Christian Theodor Weinlig, suo nipote, che era anche compositore e in seguito divenne Thomaskantor.